# Palacio Montcalm

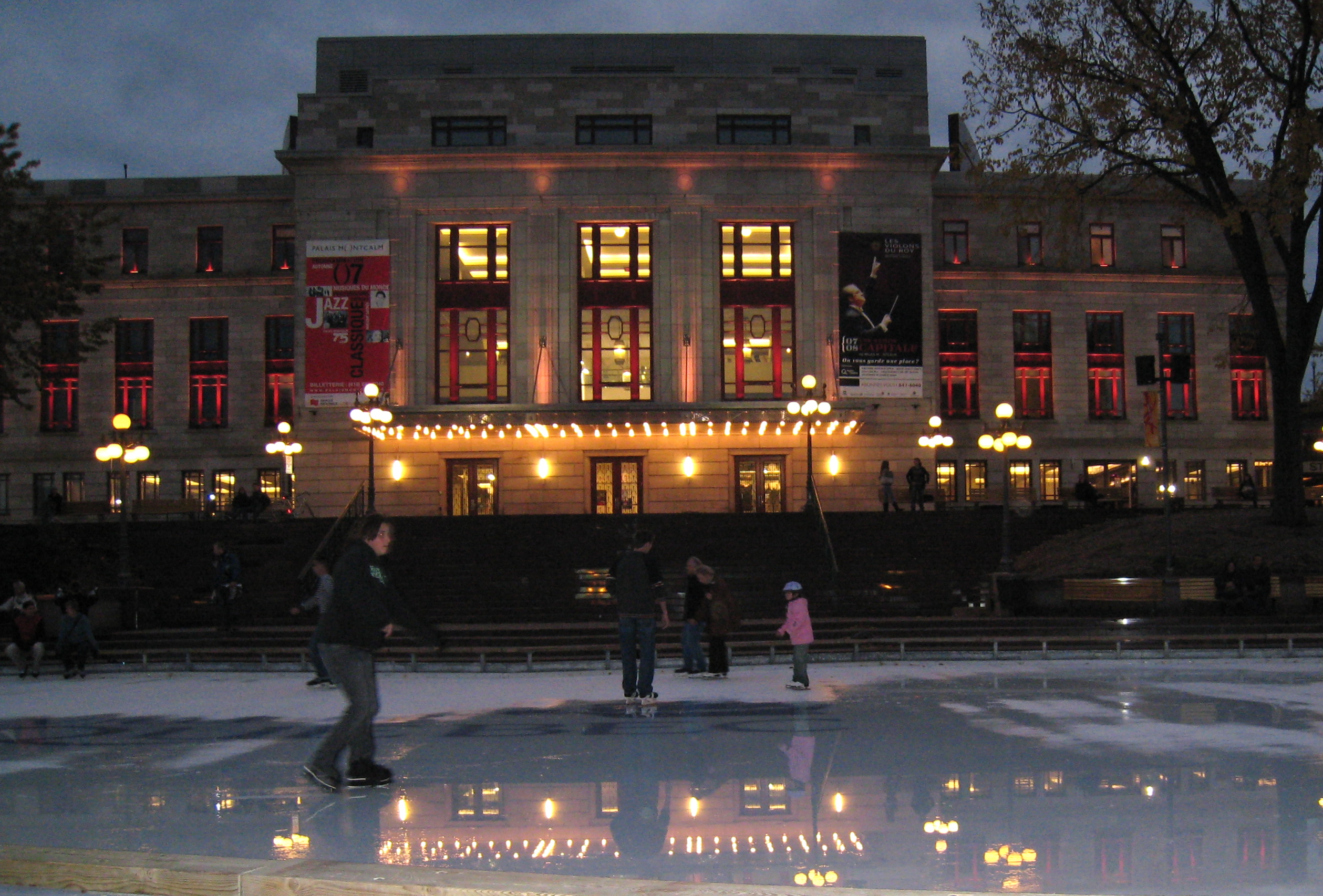
Vista nocturna

El Palacio Montcalm (en francés: Palais Montcalm) es un sala de espectáculos de la ciudad de Quebec (en la provincia de Quebec, al este de Canadá), ubicado en la comuna de La Cité-Limoilou, en la plaza d'Youville. Comprende una sala de conciertos, una sala de repetición, así como una sala de tipo cabaret actualmente en construcción. El conjunto de actividades del edificio esta gestionado por un organismo sin ánimo de lucro, el «Palais Montcalm-Maison de la musique».
La crisis económica de la década de 1930 afectó gravemente a la ciudad, las autoridades locales de Quebec decidieron entonces comprar la tierra hasta ese momento conocida como la Montcalm Halle donde había un mercado público desde 1877, donde se ofrecía pescado, productos cárnicos, verduras y frutas.  El objetivo era crear un hotel de prestigio, un palacio, dedicado al deporte y la cultura.
El edificio de estilo de art déco fue inaugurado el 21 de octubre de 1932 bajo el nombre de Monumento Nacional con un concierto de la Sociedad Sinfónica de Quebec (Ahora Orquesta sinfónica de Quebec).